# پنجار
پنجار (به انگلیسی: Panjar) یک منطقهٔ مسکونی در پاکستان است که در پنجاب واقع شده‌است. پنجار ۷۹۵ متر بالاتر از سطح دریا واقع شده‌است.